# Гримлунд, Отто
Отто Гримлунд (швед. Otto Grimlund; 30 декабря 1893 — 15 сентября 1969, Стокгольм) — шведский журналист и политик-социалист.

## Биография
Сначала Отто Гримлунд был членом Социал-демократической партии Швеции, затем, когда партия в 1917 году раскололась, он примкнул к её левому крылу, Социал-демократической левой партии Швеции и представлял её при образовании Коммунистического интернационала в 1919 году в Москве. В 1919—1920 годах — (формальный) начальник советского агентства новостей РОСТА в Стокгольме.
Некоторое время жил в Москве и работал в Коминтерне, но покинул СССР в связи с неприятием сталинизма. Затем вернулся в Социал-демократическую партию, но продолжал называть себя коммунистом-антисталинистом и держать портрет Ленина на стене. Уже не будучи коммунистом (выйдя из партии в 1929 г.), в 1946 г. Гримлунд писал о Ленине: «Ленин принадлежит к величайшим людям среди тех, у которых интересно получить интервью. Для меня это было больше, чем интервью, это была лекция по социализму, которой я никогда не забуду». 
После выхода из компартии Отто практически исчез с политической арены, поселившись на острове Готланд, где занялся овцеводством. В 1935 г. пытался приехать в Москву на VII конгресс Коминтерна, однако разрешение получено не было, так как «Коминтерн и КП Швеции в его приезде не заинтересованы». В 1958 г. выразил повторное желание поехать в Москву для встречи с Н.С. Хрущевым для интервью о международном положении, однако, ввиду его «ренегатства», во въезде в СССР было отказано. Одним из оснований, помимо его политической деятельности, явилась статья «Матросы погасили свет для русской демократии», опубликованная 18 января 1958 г. в газете «Дагенс Нюхетер». Гримлунд, присутствовавший на открытии Учредительного собрания, писал, что «после неудачной попытки представителя эсеров установить какой-либо порядок в зале на трибуну поднялся Свердлов и битва была проиграна. Первая серьезная попытка русской демократии на провозглашение по типу западной демократии вместе с тем оказалась последней».